# Ейвері Скіннер
Ейвері Скіннер (англ. Avery A. Skinner; 25 квітня 1999, Кейті, Техас) — американська волейболістка, догравальний. Віцечемпіонка Олімпійських ігор у Парижі і володар Кубка Європейської конфедерації волейболу.

## Із біографії
Донька Ребекки і Браяна Скіннера, який грав за клуби Національної баскетбольної асоціації протягом 14 років.
У школі займалася волейболом танцями і балетом. З 2017 по 2021 рік захищала кольори волейбольної команди «Kentucky Wildcats» із Університету Кентуккі. Разом з молодшою сестрою Медісен стала чемпіонкою Національної асоціації студентського спорту.
Через пандемію COVID-19 Національна асоціація студентського спорту дозволила спортсменам виступати на рік більше у командах своєї організації. Ейворі Скіннер скористалася цією можливістю і сезон відіграла за «Baylor Bears» із Бейлорського університету.
Професіональну карєру розпочала у Франції. У складі команди «Безьє» стала переможцем Кубка Франції 2023 року. Наступного сезону з італійським «К'єрі 76» здобула Кубок Європейської конфедерації волейболу.

## Клуби
| Роки      | Клуби      |
| --------- | ---------- |
| 2022—2023 | «Безьє»    |
| 2023—     | «К'єрі 76» |

## Досягнення
Олімпійські ігри
- Друге місце (1): 2024

Кубок ЄКВ
- Перше місце (1): 2024

Кубок Франції
- Перше місце (1): 2023

Особисті
- Кубок Франції з волейболу 2023 — «Найцінніший гравець»
- Панамериканський кубок 2022 — «Найкращий догравальник»
- Панамериканський кубок 2022 — «Кращий бомбардир»

## Статистика
Статистика виступів на Олімпійських іграх:
| Рік  | Турнір           | Ігри | Сети | Очки | Ср.  | Місце | Примітки |
| ---- | ---------------- | ---- | ---- | ---- | ---- | ----- | -------- |
| 2024 | Олімпійські ігри | 6    | 23   | 72   | 3,13 | 2     |          |